# Polygala adenophylla
Polygala adenophylla är en jungfrulinsväxtart som beskrevs av A. St.-hil.. Polygala adenophylla ingår i släktet jungfrulinssläktet, och familjen jungfrulinsväxter. Utöver nominatformen finns också underarten P. a. parvifolia.